# Institut européen de chimie et biologie
L'Institut européen de chimie et de biologie (IECB) est un incubateur d’équipes de recherche internationales et interdisciplinaires, associé au CNRS, à l’Inserm et à l’Université de Bordeaux.

## Implantation
Il est situé à Pessac et est créé en 1998 grâce au soutien de la Région Aquitaine puis déplacé en 2003 dans des bâtiments de 65 000 m2 à Pessac. Le coût total du chantier de ces nouveaux espaces atteint 22 millions d'euros, financés à 60% par le conseil régional.
Il est dirigé par Valérie Gabelica, directrice de recherche INSERM. Antoine Loquet, directeur de recherche CNRS, est co-directeur de l'institut. 

## Actions collaboratives
Son objectif est de développer des programmes de recherche collaboratifs de haut niveau en chimie, biologie et biophysique, en partenariat avec les laboratoires académiques et industriels. Les équipes constituées le sont pour une durée maximum de dix ans (sous la forme de deux ans de période d'essai suivie d'un contrat de quatre ans renouvelable une fois). 15 équipes de recherche, soit près de 150 chercheurs, techniciens et étudiants, travaillent sur le site tous les jours. Une unité de soutien (UMS3033/US001) fournit aux équipes un accès privilégié aux plateformes technologiques de l'institut et dispense des services en administration, infrastructure et informatique.

## Pépinière d'entreprises
Une entreprise - Ureka - est  hébergée à l'institut.